# Triphaenopsis nigriplaga
Triphaenopsis nigriplaga là một loài bướm đêm trong họ Noctuidae.